# Mistrzostwa Świata w Wioślarstwie 2013 – czwórka podwójna wagi lekkiej mężczyzn
Czwórka podwójna wagi lekkiej mężczyzn (LM4x) – konkurencja rozgrywana podczas 43. Mistrzostw Świata w Wioślarstwie w koreańskim Chungju, w dniach 26-30 sierpnia 2013 r. W zmaganiach udział wzięło 11 osad. Zwycięzcami zostali reprezentanci Grecji.

## Składy osad
| Państwo           | Zawodnicy                                                                                   |
| ----------------- | ------------------------------------------------------------------------------------------- |
| Australia         | Edward De Carvalho, Adam Kachyckyj, James Wilson, Perry Ward                                |
| Dania             | Jannik Nilton, Emil Espensen, Christian Nielsen, Jens Nielsen                               |
| Grecja            | Jeorjos Konsolas, Spyridon Giannaros, Panajotis Magdanis, Eleftherios Konsolas              |
| Hongkong          | Lok Kwan Hoi, Tang Chiu Mang, Chow Kwong Wing, Kwan Ki Cheong                               |
| Indie             | Vikas Singh, Sonu Naraian, Rakesh Raliya, Shokendar Tomar                                   |
| Irak              | Mustafa Mohammed, Ahmed Zaidan, Anmar Abdulwahid, Ahmed Salman                              |
| Korea Południowa  | Park Tae-hyun, Kim In-won, Lee Su-hwoun, Nam Woo-seung                                      |
| Niemcy            | Moritz Moos, Julius Peschel, Jonas Schützeberg, Jason Osborne                               |
| Stany Zjednoczone | David Smith, Colin Ethridge, Shane Madden, Andrew Quinn                                     |
| Urugwaj           | Mauricio Lopez Berocay, Rodolfo Collazo Tourn, Pablo Anchieri Zunino, Angel Garcia Correale |
| Włochy            | Paolo Ghidini, Matteo Mulas, Andrea Cereda, Francesco Rigon                                 |

## Wyniki

### Legenda
| Q – awans do półfinału/finału A R – awans do repasaży | FB – awans do finału B |

### Eliminacje
Eliminacje rozegrane zostały 26 sierpnia. Pierwszy wyścig rozpoczął się o godzinie 10:28, a drugi – o 10:35. Z każdego spośród wyścigów eliminacyjnych, do finału awansowało bezpośrednio po jednym zespole. Pozostałe zostały zakwalifikowane do repasaży. Najlepszy wynik w tej fazie konkursu uzyskali reprezentanci Włoch.
Wyścig 1
| Poz. | Osada            | Rezultat | Uwagi |
| ---- | ---------------- | -------- | ----- |
| 1    | Włochy           | 5:55,53  | Q     |
| 2    | Niemcy           | 5:56,21  | R     |
| 3    | Dania            | 6:01,35  | R     |
| 4    | Australia        | 6:04,32  | R     |
| 5    | Korea Południowa | 6:14,53  | R     |
| 6    | Urugwaj          | 6:16,25  | R     |

Wyścig 2
| Poz. | Osada             | Rezultat | Uwagi |
| ---- | ----------------- | -------- | ----- |
| 1    | Grecja            | 6:02,52  | Q     |
| 3    | Stany Zjednoczone | 6:05,87  | R     |
| 2    | Indie             | 6:08,25  | R     |
| 4    | Hongkong          | 6:08,87  | R     |
|      | Irak              | DNS      |       |

### Repasaże
Repasaże odbyły się 28 sierpnia. Pierwszy z dwóch wyścigów rozpoczął się o godzinie 10:42, drugi o 10:49. Z każdego wyścigu do finału awansowały po dwie najszybsze osady. Pozostałe zostały zakwalifikowane do finału B. Najlepszy wynik w tej fazie konkursu uzyskali Duńczycy.
Wyścig 1
| Poz. | Osada     | Rezultat | Uwagi |
| ---- | --------- | -------- | ----- |
| 1    | Niemcy    | 5:58,19  | Q     |
| 2    | Australia | 6:03,55  | Q     |
| 3    | Indie     | 6:08,70  | FB    |
| 4    | Urugwaj   | 6:12,46  | FB    |

Wyścig 2
| Poz. | Osada             | Rezultat | Uwagi |
| ---- | ----------------- | -------- | ----- |
| 1    | Dania             | 5:57,49  | Q     |
| 2    | Hongkong          | 5:59,56  | Q     |
| 3    | Stany Zjednoczone | 5:59,86  | FB    |
| 4    | Korea Południowa  | 6:11,65  | FB    |

### Finały
Finały odbyły się 30 sierpnia. Finał B rozpoczął się o godzinie 12:24, a finał A – o 16:18.
Finał B
| Poz. | Osada             | Rezultat | Uwagi |
| ---- | ----------------- | -------- | ----- |
| 1    | Stany Zjednoczone | 6:19,19  |       |
| 2    | Indie             | 6:23,57  |       |
| 3    | Urugwaj           | 6:24,87  |       |
| 4    | Korea Południowa  | 6:26,46  |       |

Finał A
| Poz. | Osada     | Rezultat | Uwagi |
| ---- | --------- | -------- | ----- |
| 1    | Grecja    | 6:03,44  |       |
| 2    | Niemcy    | 6:05,55  |       |
| 3    | Włochy    | 6:07,19  |       |
| 4    | Dania     | 6:09,46  |       |
| 5    | Australia | 6:14,76  |       |
| 6    | Hongkong  | 6:19,37  |       |